# Racek Bonapartův
Racek Bonapartův (Chroicocephalus philadelphia) je severoamerický malý racek původně řazený do rodu Larus, nověji však řazený do rodu Chroicocephalus. Dospělí ptáci měří 28–30 cm a mají rozpětí křídel 90–100 cm, je tedy menší než racek chechtavý a jen o málo větší než racek malý.

## Popis

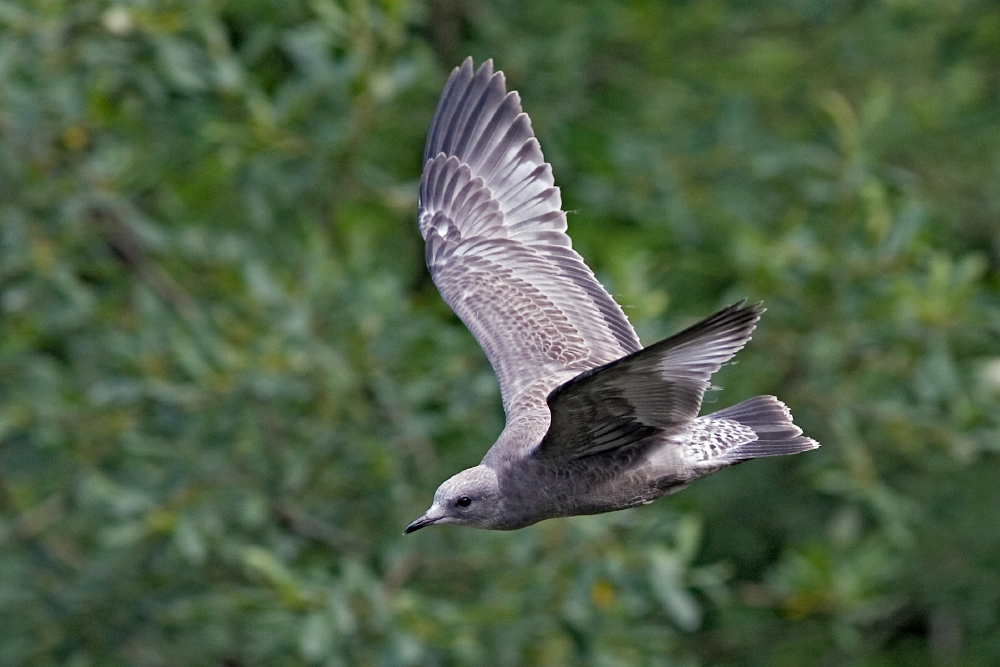
Juvenilní racek Bonapartův

Podobá se racku chechtavému, je však výrazně menší a má o něco menší černý zobák. Spodina ručních letek je bílá, s ostře odděleným černým lemem na zadním okraji křídla (rozdíl oproti racku chechtavému). Hřbet a záda jsou šedé, o něco tmavší než u racka chechtavého. Ve svatebním šatě má černošedou kápi. Mladí ptáci jsou zbarvení celkově hnědě, i v tomto věku jsou od racka chechtavého rozlišitelní podle ostře ohraničeného tmavého zadního okraje křídla.

## Rozšíření
Hnízdí ve vnitrozemí na severu Severní Ameriky od západní a střední Aljašky přes Kanadu po zátoku James Bay. V mimohnízdní době táhne na zimoviště, která leží na nezamrzajících řekách a jezerech severních Spojených států a na východním i západním pobřeží Severní Ameriky na jih po Mexiko a Karibské moře. Pravidelně v malých počtech zaletuje do západní Evropy, jednou byl zjištěn také v České republice.

## Výskyt v Česku
Racek Bonapartův byl na českém území zjištěn pouze jednou, a to 24. 4. 1998 na rybnících u Tovačova (Olomoucký kraj).

## Výskyt v Evropě
Vzácný zatoulanec na pobřeží, jen výjimečně bývá zastižen dále ve vnitrozemí. Většina pozorování pochází z Velké Británie, dále byl pozorován na Islandu, ve Francii, Belgii, Nizozemsku (2×), Dánsku, Norsku, Španělsku (9×) a na Azorách (8×). Mimo to byl dále zjištěn v Německu (2×) a Švédsku (3×).
Island: Na Islandu bylo do roku 2003 zaznamenáno 12 pozorování.
Irsko: V Irsku byl do roku 2000 zjištěn 26×.
Velká Británie: Do roku 2005 bylo ve Velké Británii zaznamenáno 134 pozorování (z toho pouhých devět před rokem 1950).
Belgie: Do roku 2003 byl v Belgii zjištěn dvakrát, podruhé 23.12.1999-8.5.2000 jednoletý pták v Zeebrugge. Nově byl pozorován v červnu 2008 .
Francie: Ve Francii bylo zaznamenáno do roku 2002 celkem 7 pozorování (6 ex.) (Ornithos 9: 18).
Dánsko: Do roku 2006 byl v Dánsku zjištěn celkem 3× (srpen 1988, zima 1995/1996, říjen-listopad 2004).
Norsko: Do roku 2005 byl v Norsku zjištěn celkem 7×.